# برت گادزدن
برت گادزدن (انگلیسی: Bert Gadsden؛ 12 September 1893 – 1973 (aged 80)) بازیکن فوتبال اهل بریتانیا بود.
از باشگاه‌هایی که در آن بازی کرده‌است می‌توان به باشگاه فوتبال استوک سیتی اشاره کرد.